# Виктор Дусманис
Виктор Дусманис (на гръцки: Βίκτωρ Δούσμανης) е гръцки офицер, оглавявал неколкократно генералния щаб на гръцката армия между 1911 и 1922 година, включително през Междусъюзническата и Гръцко-турската война.
Дусманис е автор на военно-теоретични и мемоарни книги, включително и на описание на войната срещу България от 1913.

## Биография
Дусманис е роден през 1862 на остров Корфу в семейство на политик с албански корени от Епир. Според Миленко Филипович е представител на рода Думановци от Себища, изселил се в Атина и приел името Дусманис. Завършва гръцката военна академия през 1883 година като младши лейтенант с инженерна специалност. По време на войната с Османската империя от 1897 е капитан в щаба на главнокомандващия принц Константинос. Впоследствие служи във военното министерство и генералния щаб, израствайки във военната йерархия до чин подполковник. По време на антимонархическите вълнения през 1909 е изхвърлен от армията като един от най-близките на престолонаследника офицери, но година по-късно е възстановен в жест на помирение от премиера Венизелос.
След още една година, през 1911, Дусманис е назначен начело на генералния щаб. В началото на Балканската война отстъпва поста на генерал Панайотис Данглис. Ръководи оперативния отдел на Тесалийската армия, която завладява Солун през октомври 1912. Води преговорите с турския комендант Тахсин паша за предаването на града. Поема отново генералния щаб преди избухването на конфликта с българите през юни 1913. През същата година е повишен на два пъти: първо в чин полковник, а след това в генерал-майор.
В началото на Първата световна война Дусманис отново оглавява за кратко генералния щаб, участва в прогерманската офицерска фракция по време на ноемврийските събития, която бламира усилията на Венизелос за присъединяване на Гърция към Антантата. През 1917, когато съглашенската партия взима връх в Атина, е заточен на остров Корсика. Осъден е задочно на смърт от военен трибунал заради тайна преписка с германците.
Реабилитиран със завръщането на крал Константинос I на престола през 1920, през април на следващата година Дусманис е поставен за пореден път начело на генералния щаб. По негова поръка гръцкото правителство отказва френско-британското предложение за посредничество във войната с Турция. Въпреки последвалите военни успехи в западна Мала Азия, недостигът на ресурси кара Дусманис да се противопостави на политическото решение за настъплението към Анкара, което приключва с разгрома при Сакаря и освобождаването му от длъжност през есента на 1921. Назначен е в щаба за пореден път в края на войната (август 1922), напуска армията няколко месеца по-късно, след детронирането на крал Константинос.
Виктор Дусманис умира през 1949 година.